# Gianni di Venanzo
Gianni di Venanzo (* 18. Dezember 1920 in Teramo; † 3. Januar 1966 in Rom) war ein italienischer Kameramann.

## Leben
Gianni di Venanzo begann seine Karriere beim Film als Assistent bei Kameraleuten wie Massimo Terzano, Otello Martelli und Aldo Tonti. Nachdem er als Chefkameramann Verantwortung übernommen hatte, arbeitete di Venanzo mit den bedeutendsten italienischen Regisseure der 50er und 60er Jahre wie Luchino Visconti, Carlo Lizzani, Michelangelo Antonioni und Francesco Rosi zusammen. Er bewies große Vielseitigkeit und überzeugte auch in schwächeren Filmen wie Wind des Südens mit seiner Bildgestaltung (Ein gesellschaftskritisch angelegter, jedoch nur schwach gestalteter Film, der lediglich durch die meisterhafte Fotografie Beachtung verdient. ) Während der Dreharbeiten zu Venedig sehen – und erben... verstarb di Venanzo im Alter von 45 Jahren.

## Filmografie (Auswahl)
- 1945: Glorreiche Tage (Giorni di gloria)
- 1948: Tragische Jagd (Caccia tragica)
- 1951: Achtung, Banditi! (Achtung! Banditi!)
- 1952: Am Rande der Großstadt (Al margini della metropoli)
- 1953: Liebe in der Stadt (Amore in città)
- 1954: Chronik armer Liebesleute (Cronache di poveri amanti)
- 1955: Die schönen Mädchen von Florenz (Le ragazze di San Frediano)
- 1955: Die Freundinnen (Le amiche)
- 1955: Die Verirrten (Gli sbandati)
- 1956: Ihr schlechter Ruf (Difendo il mio amore)
- 1956: Schicksal einer Nonne (Suor Letizia)
- 1957: Der Schrei (Il grido)
- 1958: Die Herausforderung (La sfida)
- 1958: Gesetz ist Gesetz (La loi, c’est la loi)
- 1958: Diebe haben’s schwer (I soliti ignoti)
- 1959: Auf St. Pauli ist der Teufel los (I magliari)
- 1959: Liebe als Alibi (Nel blu dipinto di blu)
- 1959: Mein schöner Ehemann (Il nemico di mia moglie)
- 1960: Wind des Südens (Vento del sud)
- 1960: Gefährliche Nächte (I delfini)
- 1961: Die Nacht (La notte)
- 1962: Eva
- 1962: Liebe 1962 (L'eclisse)
- 1962: Wer erschoss Salvatore G.? (Salvatore Giuliano)
- 1963: Achteinhalb (8½)
- 1963: Die Basilisken (I Basilischi)
- 1963: Die Gleichgültigen (Gli indifferenti)
- 1963: Die Hände über der Stadt (Le mani sulla città)
- 1963: Zwei Tage und zwei Nächte (La ragazza di Bube)
- 1964: Ehen zu dritt (Alta infedeltà)
- 1965: Das zehnte Opfer (La decima vittima)
- 1965: Julia und die Geister (Giulietta degli spiriti)
- 1965: Augenblick der Wahrheit (Il momento della verità)
- 1967: Venedig sehen – und erben… (The Honey Pot)